# 메드제시 페테르

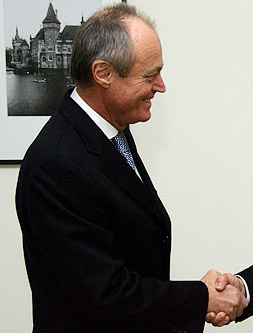
메드제시 페테르

메드제시 페테르(헝가리어: Medgyessy Péter [ˈmɛɟːɛʃi ˈpeːtɛr][*], 1942년 10월 19일, 부다페스트 ~)는 헝가리의 정치인으로, 2002년 5월 27일부터 2004년 9월 29일까지 헝가리의 총리를 지냈다.
메드제시는 1942년, 부다페스트에서 태어나, 부다페스트 코르비누스 대학교 (Corvinus University of Budapest)에서 경제 박사 학위를 취득하였다. 그는 1966년부터 1982년까지 공산주의 정권 시기의 헝가리 재무부에서 여러 직위를 거쳐, 1982년에 재무부 부장관이 되었으며, 1987년에 재무장관이 되어 헝가리의 통제 경제 체제를 시장 경제 체제로 이행하는 데 큰 역할을 하였다.
1990년 헝가리 공산 정권이 붕괴한 뒤, 정계에서 물러나 여러 은행의 CED 및 총재로 일하였으며, 1996년부터 1998년까지 다시 재무장관을 맡은 후, 헝가리 사회당 (Magyar Szocialista Párt, MSZP)의 총리 후보로 2002년 4월, 총선거에 출마해 당선되었고, 그의 소속당인 사회당도 승리하여 같은 해 5월, 헝가리 의회는 메드제시를 총리로 선출하였다.
2004년 8월, 연립 내각을 구성한 자유 민주 동맹 (Szabad Demokraták Szövetsége – a Magyar Liberális Párt, SZDSZ) 과의 경제 정책 등을 둘러싼 대립으로 총리 직에서 물러났고, 주르차니 페렌츠가 후임 총리가 되었다.